# Campigny (Eure)
Campigny település Franciaországban, Eure megyében. Lakosainak száma 1097 fő (2022. január 1.). Campigny Condé-sur-Risle, Corneville-sur-Risle, Tourville-sur-Pont-Audemer és Pont-Audemer községekkel határos.

## Népesség
A település népességének változása:
| Lakosok száma | 505  | 705  | 807  | 836  | 1106 | 1158 | 1201 | 1134 | 1101 | 1097 |
|               | 1968 | 1982 | 1990 | 2006 | 2013 | 2015 | 2017 | 2019 | 2020 | 2022 |